# Aeroportul Kaadedhdhoo
Aeroportul Kaadedhdhoo (IATA: KDM, ICAO: VRMT) este un aeroport din Gaafu Dhaalu Atoll⁠(d), Maldive ce deservește zona Huvadhu Atoll⁠(d). A fost deschis în 1993.
Situat la o altitudine de 3 m, aeroportul dispune de 1 pistă.

## Infrastructură

### Piste
Aeroportul dispune de o singură pistă. Pista are orientarea 16/34. 